# 宜蘭本地歌仔
宜蘭本地歌仔，指的是台灣宜蘭地區的一種民間傳統藝術，為歌仔戲的前身。2012年被中華民國文化部指定為重要傳統表演藝術。

## 歷史
「本地歌仔」是歌仔戲的前身之一，也是歌仔戲最原始的雛形。「歌仔」，是自明代以降流傳於漳州地區說唱藝術，因宜蘭地區漢族移民多屬漳州移民，「歌仔」這種民間藝曲就隨著移民來到宜蘭，並結合了車鼓小戲形成所謂的「本地歌仔」。 所謂「本地歌仔」的「本地」意指宜蘭當地；「歌仔」則是「歌謠」之意，本地歌仔就是源自宜蘭當地的民間歌舞小戲。最初的表演型態「無舞台」，「無容妝打扮」， 純屬農、工的男性子弟，以愛好者的娛樂心情，在廟埕、廣場、樹下表演，自娛娛人。這樣的表演方式稱為「落地掃」，也叫做「土跤趖」，別名「滾歌仔」，意表這種合歌或唱或演鬧熱滾滾的情景，呈現基層生活，代表基層人民的音樂及舞蹈的常民藝術。由於本地歌仔保存了臺灣唯一本土劇種的形式，且隨藝師凋零有瀕臨失傳的危機，文化部於2012年指定宜蘭本地歌仔為重要傳統藝術，保存團體為壯三新涼樂團。

## 藝術特色
- 表演形態：無舞台，在廟埕、樹下、廣場，把四根竹竿架開，臨時圍成一個四方形的場子即可表演起來，後場樂師則站在竹竿的外沿彈奏。[1]
- 出台方式：本地歌仔演員出場時，並非正面行走出台，而是以倒著走方式出場再轉身面對觀眾，俗稱「倒退攄 」，特殊的二步七後退的出場方式為戲曲界獨有。[1]
- 走四大角：因無舞台，觀眾環繞在四周，故演員第一次出場須走「四大角」亮相，讓四周觀眾看清是哪個角色出場。此外本地歌仔的過門時間都比較長，為使空檔時間不會冷場，也會以變換走位行四大角來填補過門的空檔。[1]
- 服裝：早期落地掃階段，採取尋常裝扮，無任何妝容，日治時期，開始有簡單的搭台演出形式後，本地歌仔的演員也開始就地取材的來裝扮自己，粉墨登場。與歌仔戲最大的差異是，不受京崑戲服影響，沒有水袖。[1]
- 「捻扇花」：為本地歌仔的特殊動作。因本地歌仔的服裝沒有水袖，必須以扇子來增強手部動作的呈現。小生和小旦在演唱時常有捻扇花的動作。本地歌仔有「若無葵扇，神仙難得變」的諺語，可見扇子在本地歌仔演出中的重要性。[1]
- 閹雞行與三腳六趠：本地歌仔的三花（即男性丑角）以屈膝半蹲走的姿勢繞台行走的身段，稱之為「閹雞行」，或是行走以後腳跟踢臀部的跳躍式台步則稱為「三腳六趒」(以腳後跟踢臀部)，這是本地歌仔的演出時獨有的動作。[1]
- 演唱前叫界及結束時跺腳示意：本地歌仔演員在演唱前會以「啊 」發聲來作為通知後場樂師的一個意思表示，結束時則會以右腳跺地表示唱完，通知後場樂師停止演奏，而跺腳之後一定是接口白。[1]
- 角色行當：
  - 一般傳統戲劇角色有生旦淨末丑之分，本地歌仔是屬於歌舞小戲，僅分為生旦丑三種。
  - 旦角可分為小旦（正旦）、花旦、老旦三種；丑角在本地歌仔中分兩種，男丑稱為三花，女丑稱為老婆；本地歌仔無武戲，因此並沒有武生。[1]
- 本地歌仔的樂器：
  - 文場四管:殼仔弦、大筒絃、笛子(品仔)、月琴。[1]
  - 武場三寶:四塊仔、乃咍喀仔、五子仔。[1]

## 主要演出團體
壯三新涼樂團是目前唯一僅存演出宜蘭本地歌仔的團體。

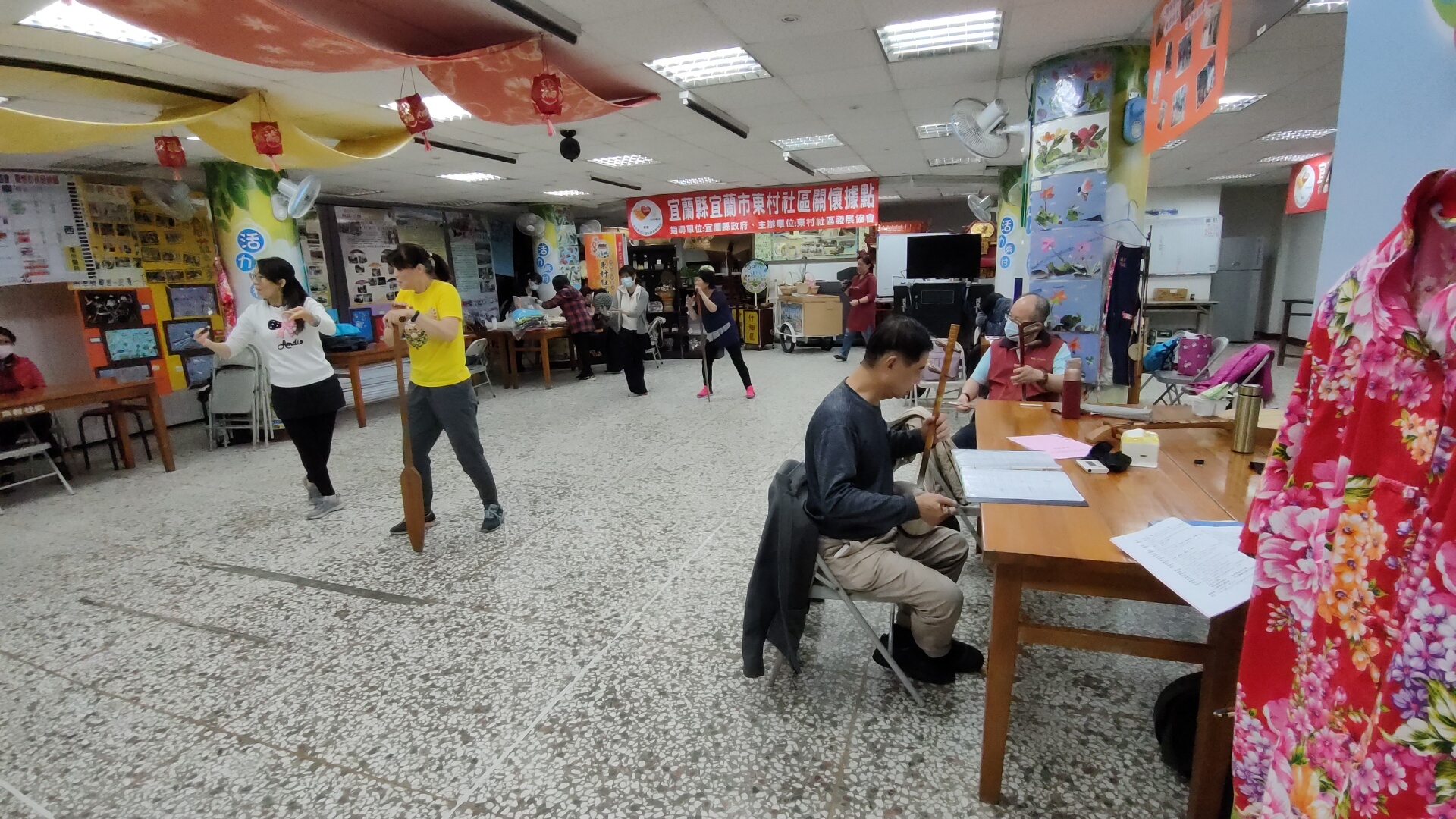
台灣宜蘭壯三新涼樂團練習

## 主要劇目
本地歌仔主要劇目計有《山伯英台》、《陳三五娘》、《呂蒙正》、《什細記》等劇，一般稱為「四大齣」。

## 外部連結
- 中興大學機構典藏 「本地歌仔」劇本研究與比較[]
- 台灣民俗文化工作室（页面存档备份，存于）
- 佛光大學機構典藏